# 캐논 EOS 30D

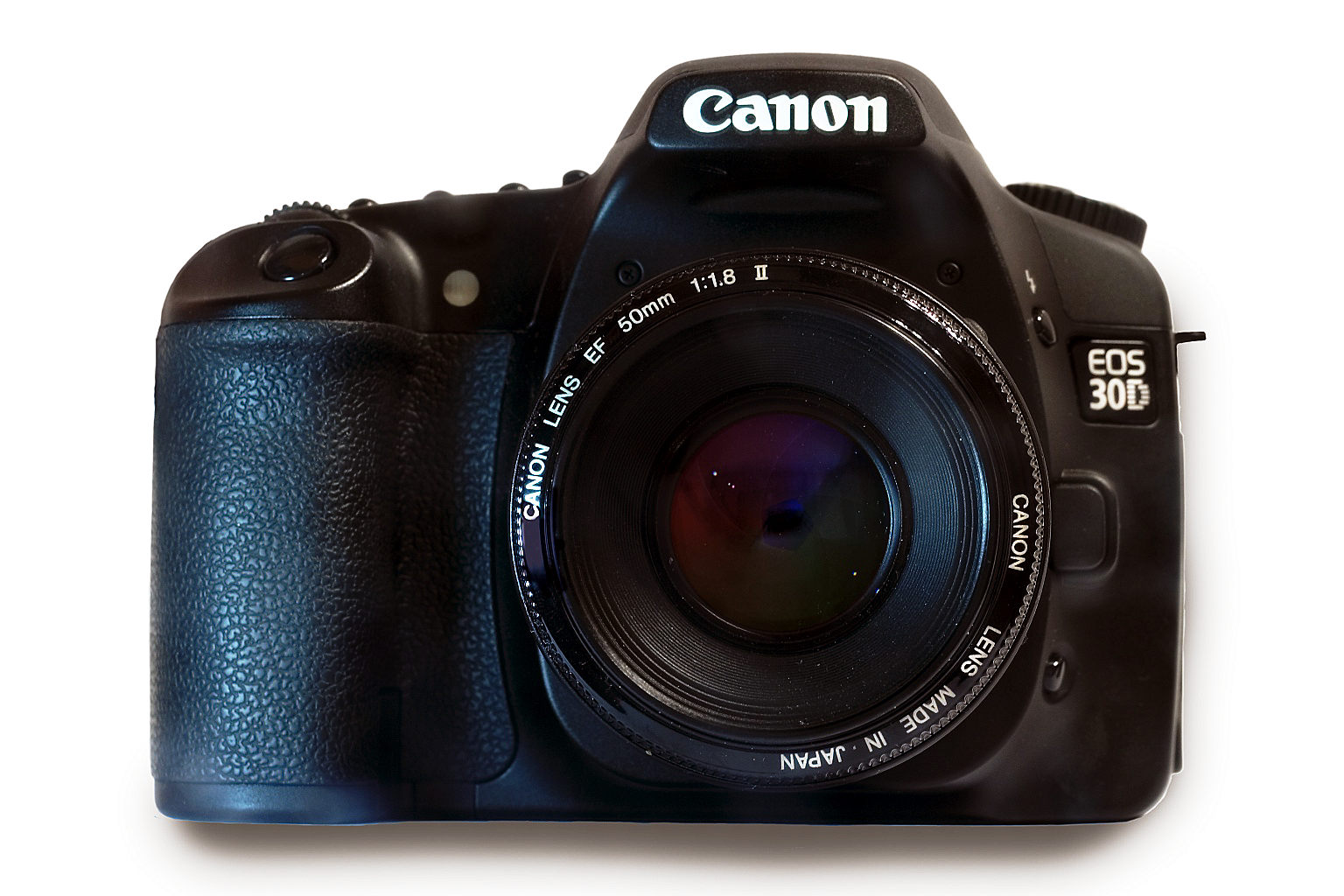
캐논 EOS 30D

캐논 EOS 30D(Canon EOS 30D)는 820만 유효 화소를 가지는 준전문가용 디지털 SLR 카메라이다. 2006년 2월에 발표되었으며 3월에 시판되었다. 캐논 EOS 20D의 후속 모델이다. 22.5 × 15.0 mm 크기의 CMOS 이미지 센서를 가지고 있으며 캐논 EF-S 렌즈 마운트 및 캐논 EF 렌즈 마운트를 지원한다.

## 1/3 스탑 ISO
30D는 20D와 달리 1/3 스탑 ISO(감광 속도)를 지원한다. 그러나 RAW 이미지 파일 분석 결과에 따르면 이미지 센서는 20D와 동일한 상태에서 소프트웨어 (펌웨어) 수정만으로 1/3 스탑 ISO를 구현한 것으로 보인다.
ISO 320의 경우 실질 센서 앰프는 ISO 400 상태에서 ISO 320이라 가정한 상태에서 측광하고(ISO 400 측광 결과 보다 1/3 스탑 노출 과다), ADC(analog to digital convertor)에서 얻어진 값을 줄인 것으로 추정된다.
ISO 250의 경우 실질 센서 앰프는 ISO 200 상태에서 ISO 250이라 가정한 상태에서 측광하고(ISO 200 측광 결과 보다 1/3 스탑 노출 부족), ADC(analog to digital convertor)에서 얻어진 값을 키운 것이라 한다.
ISO 160, 640, 1250은 ISO 320 과 같은 방식으로 구현되었고, ISO 125, 250, 500, 1000은 ISO 250 과 같은 방식으로 구현되었을 것으로 추측된다. 즉 가장 가까운 실질적인(아날로그 앰프를 이용한) ISO 값을 사용해서 계산한다.
이러한 계산은 JPEG 뿐만 아니라 RAW 이미지 파일에도 적용된다. 1/3 스탑 ISO의 RAW는 진정한 RAW가 아닌 조작된 값이고 이러한 조작 때문에 RAW 파일 상에 포스터라이제이션(posterization)이 일어난다. (실질적인 결과물에서는 포스터라이제이션이 나타나지 않을 가능성이 높다.) ISO 160, 320, 640,1250 같은 경우 하일라이트 부분이 1/3 스탑 정도 날아간다고 볼 수 있다. 즉, 아날로그 앰프를 사용하여 ISO를 구현하는 경우보다 하일라이트 부분 다이나믹 레인지가 1/3 스탑 정도 줄어든다고 생각할 수 있다.
또한 이러한 이유로 30D의 경우 ISO 125, 250, 500, 1000에서 ‘암부의 경우’ 더 높은 1 스탑 간격 ISO(200, 400, 800, 1600)보다 오히려 노이즈가 더 많다고 한다. 중간톤과 하이톤의 경우는 노이즈의 대부분이 포톤 샷 노이즈(photon shot noise)이기 때문에 이러한 문제가 없다.
이론적으로, RAW로 찍는 경우 1/3 스탑 ISO를 사용하기보다는 ISO 100, 200, 400, 800, 1600만을 사용하고, 나중에 컴퓨터에서 노출 보정을 하는 것이 결과가 더 좋을 수 있다.

## 사진

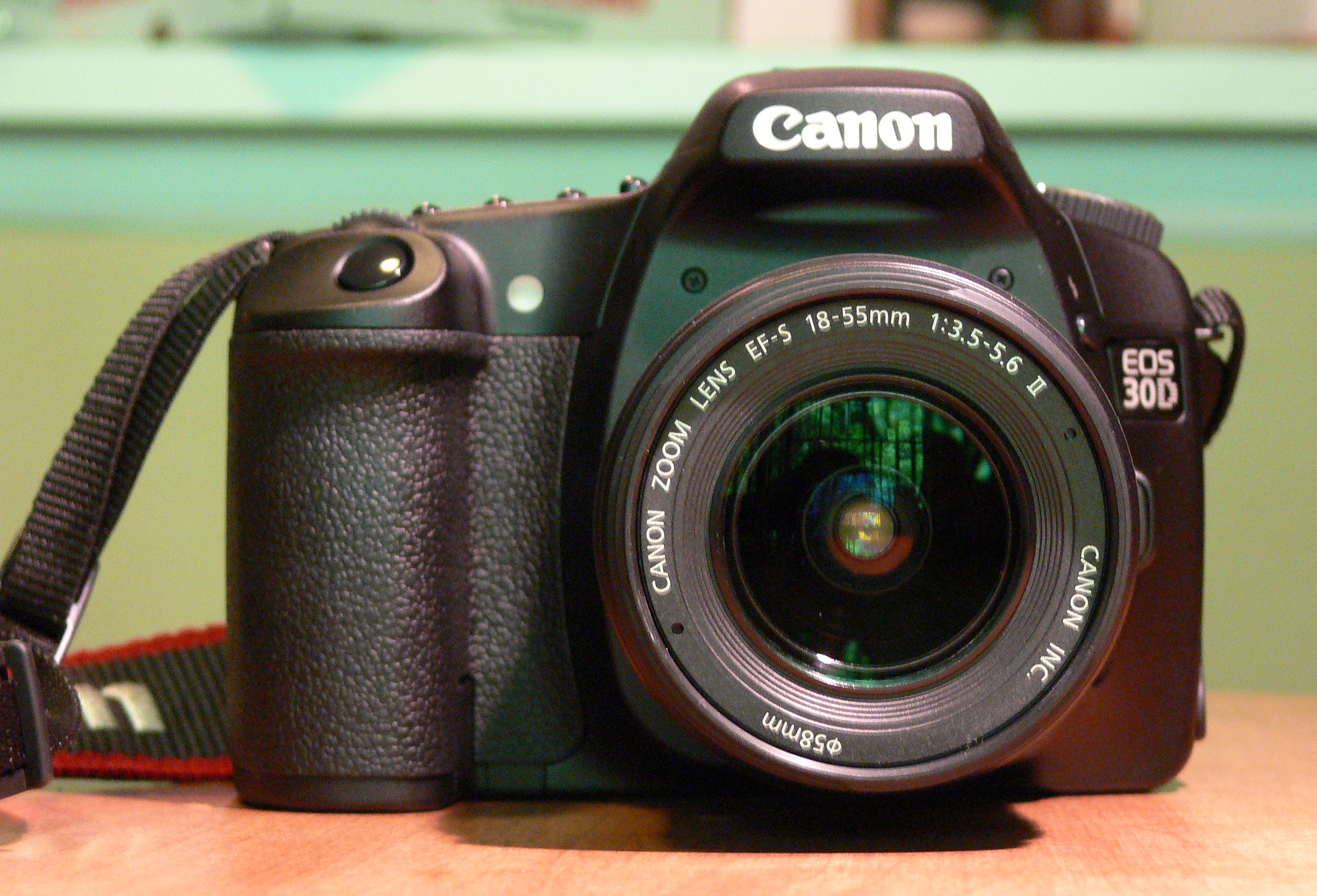
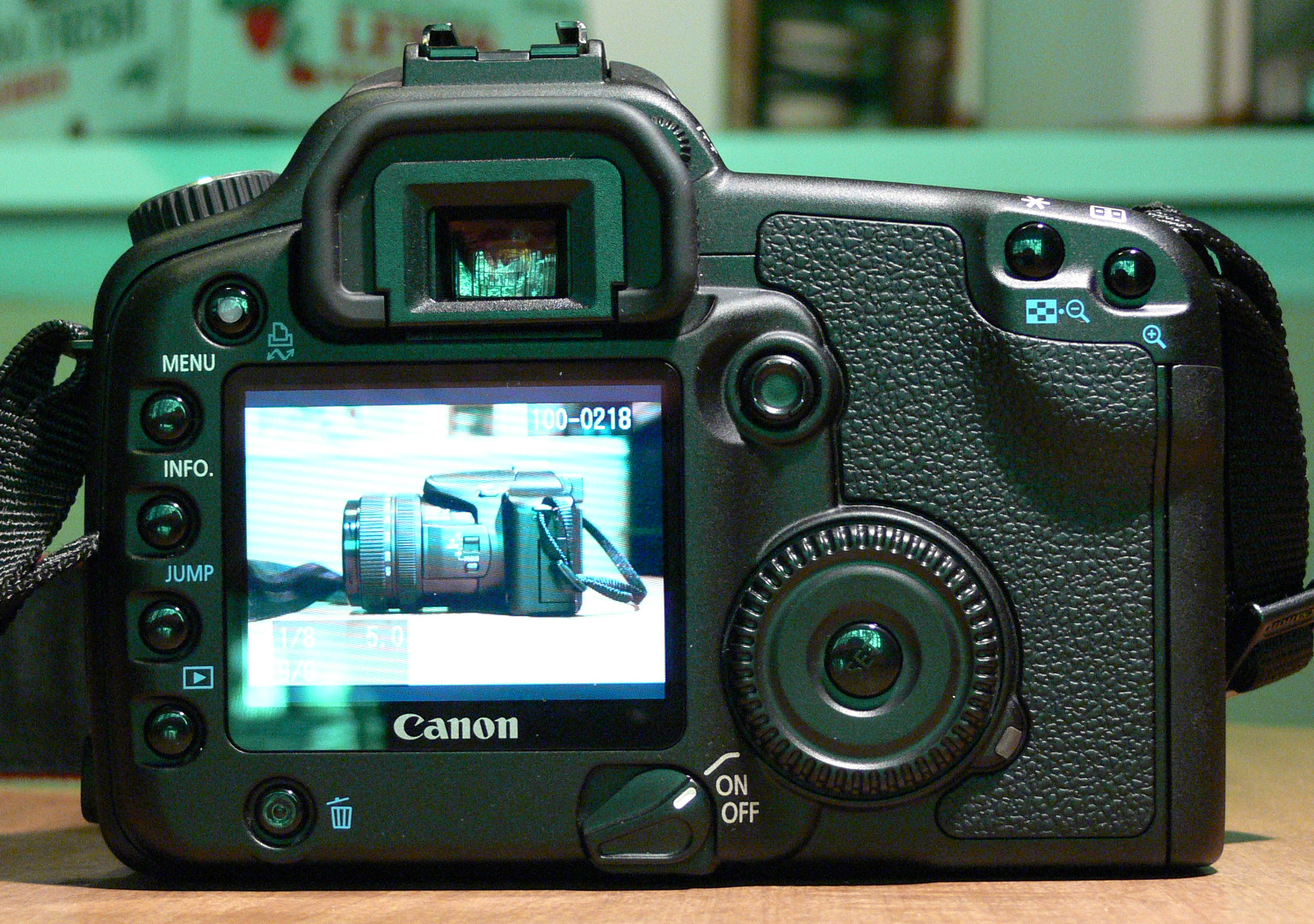
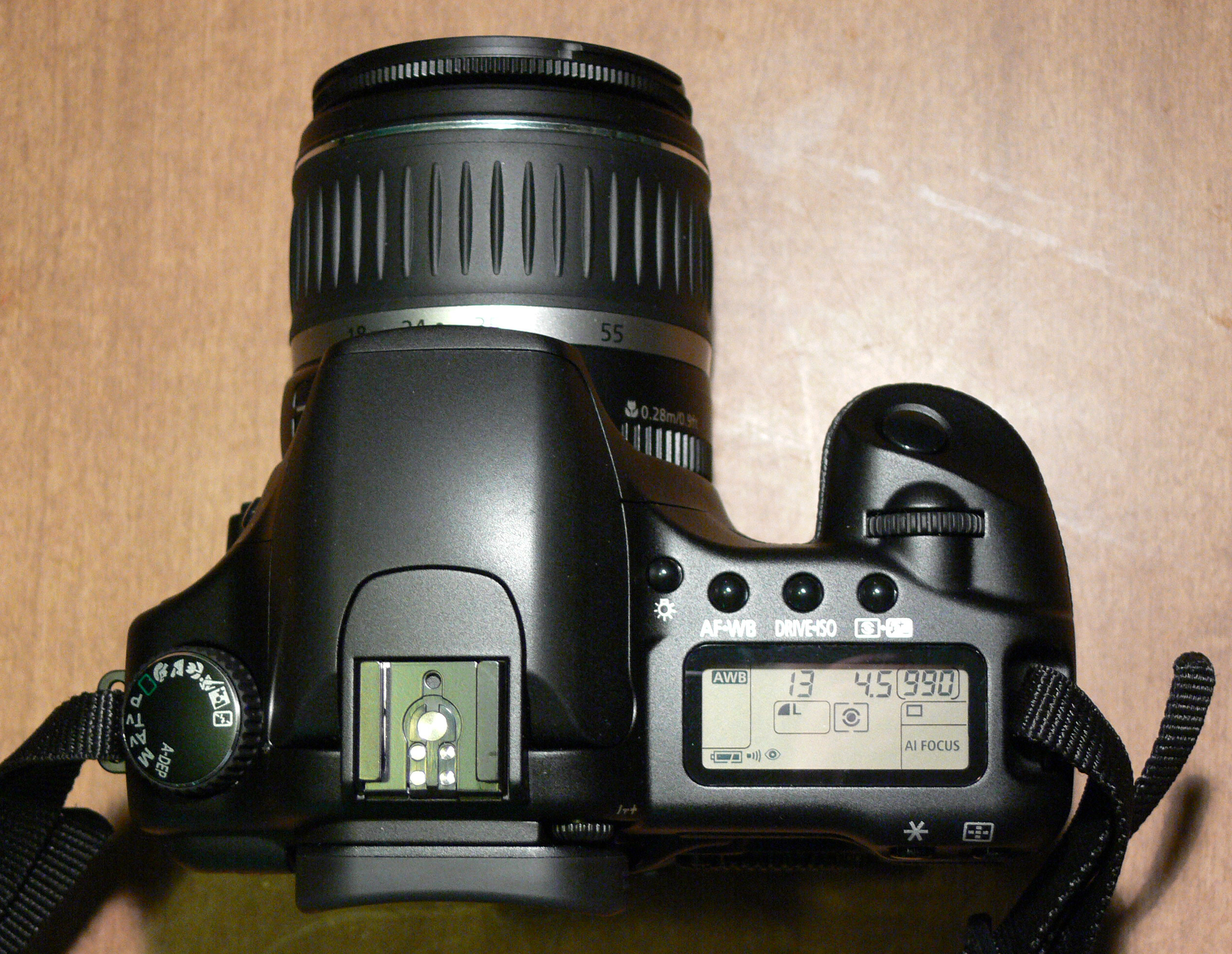
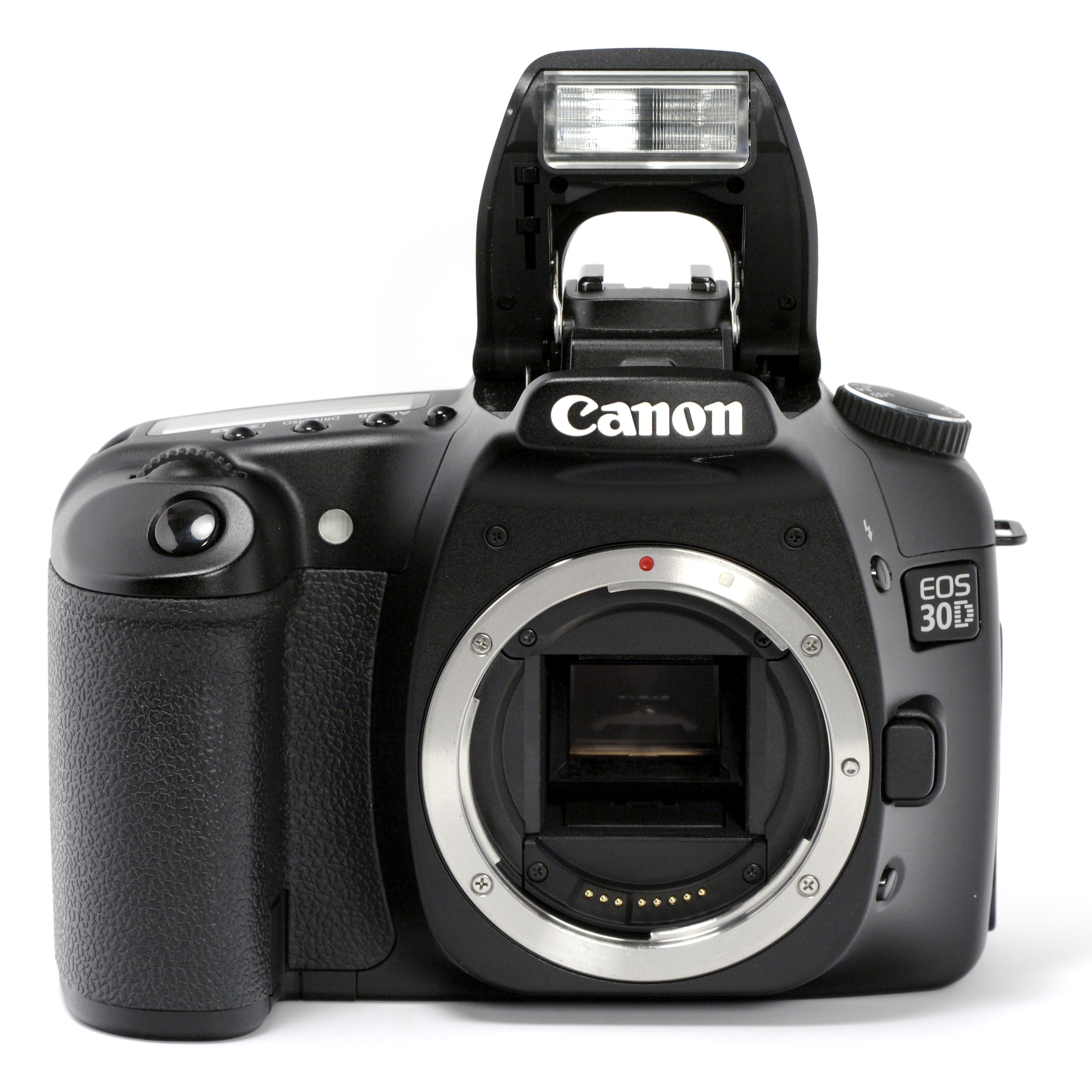
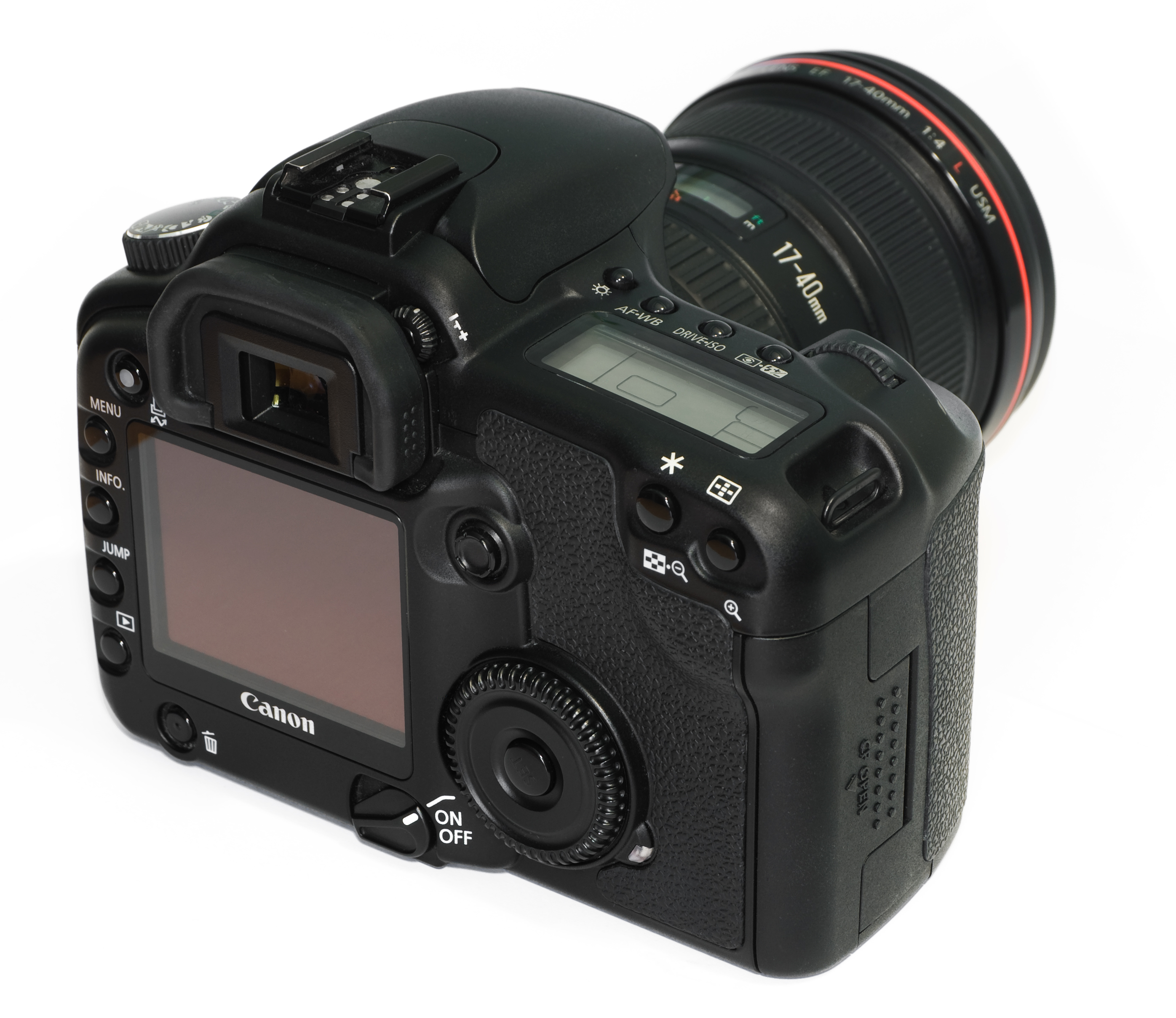

## 같이 보기
- 캐논
- 캐논 EOS
- 캐논 EF 마운트
- 캐논 EF-S 마운트